# (1865) Cerbero
(1865) Cerbero es un asteroide que forma parte de los asteroides Apolo y fue descubierto por Luboš Kohoutek el 26 de octubre de 1971 desde el Observatorio de Hamburgo-Bergedorf, en Alemania.

## Designación y nombre
Cerbero fue designado al principio como 1971 UA.
Más adelante se nombró por Cerbero, el perro guardián del inframundo en la mitología griega.

## Características orbitales
Cerbero está situado a una distancia media del Sol de 1,08 ua, pudiendo alejarse hasta 1,584 ua y acercarse hasta 0,5757 ua. Su inclinación orbital es 16,09 grados y la excentricidad 0,4669. Emplea 410 días en completar una órbita alrededor del Sol.
Cerbero es un asteroide cercano a la Tierra. Durante los siglos XX y XXI pasará siete veces a menos de 0,2 ua de la Tierra. La alta excentricidad de su órbita le permite aproximarse también a Venus —a unos 0,076 ua el 15 de noviembre de 1950— y a Marte —a unos 0,06 ua el 9 de mayo de 1949.

## Características físicas
La magnitud absoluta de Cerbero es 16,84. Tiene un diámetro de 1,2 km y un periodo de rotación de 6,804 horas. Su albedo se estima en 0,22. Está clasificado en el tipo espectral S.
Un estudio de 1989 determinó que estaba compuesto por un 65 % de plagioclasas y un 35 % de piroxenos, composición típica de los meteoritos eucríticos.